# Shacklewell
Shacklewell è un quartiere che si trova nel borgo londinese di Hackney, nella città di Londra.

## Storia
Shacklewell fu uno dei quattro piccoli villaggi facenti parte della Parrocchia di Hackney (Shacklewell, Dalston, Newington e Kingsland) che furono raggruppati per motivi economici. Il villaggio di Shacklewell fu sistemato sull'omonimo village green (in Gran Bretagna era un parco posto al centro di villaggi storici, in questo caso la Parrocchia di Hackney), lungo Shacklewell Lane. Nel XIX secolo, Schacklewell si estese a sud inglobando Rectory Road, Stoke Newington Common e la parte settentrionale di Amhurst Road.
Shacklewell ospitò un maniero che a quel tempo era occupato dalla famiglia Eron. Cecilia, la figlia più giovane dell'umanista Tommaso Moro, si sposò con un membro della famiglia nel 1525. La casa venne occupata più tardi dalla famiglia Tyssen, che possedeva gran parte di Hackney.

## Shacklewell oggi
Shacklewell al mondo d'oggi è uno dei distretti peggio definiti di Hackney, visto che alcune sue aree furono inglobate ai distretti vicini di Stoke Newington e Dalston. Infatti per un londinese non è comune dire di vivere a Shacklewell. Si capisce dove vivono i residenti dell'area grazie al loro codice postale. Se vivono nell'area identificata come N16 si considerano di Stoke Newington, invece abitano a Dalston se la loro area è identificata come E8.